# Newcastle United FC (rezerva a akademie)
Rezerva Newcastlu United FC je rezervní tým anglického klubu Newcastle United FC. Rezerva hraje ligovou sezónu v Premier League do 21 let, což je nejvyšší liga v Anglii pro tuto věkovou kategorii. Trenérem je Peter Beardsley.
Akademie Newcastlu United FC je výběr hráčů Newcastlu United do 18 a méně let. Akademie působí v Premier League do 18 let a v FA Youth Cupu. Trenérem je Dave Watson.

## Sestava U21
Aktuální k datu: 18. březen 2016
| Číslo |               | Pozice | Hráč             |
| ----- | ------------- | ------ | ---------------- |
| —     | Anglie        | B      | Brendan Pearson  |
| —     | Anglie        | B      | Paul Woolston    |
| —     | Severní Irsko | O      | Michael Newberry |
| —     | Slovensko     | O      | Lubomir Satka    |
| —     | Anglie        | O      | Callum Williams  |
| —     | Anglie        | O      | Adam Laidler     |
| —     | Anglie        | O      | Liam Gibson      |

| Číslo |         | Pozice | Hráč            |
| ----- | ------- | ------ | --------------- |
| —     | Anglie  | O      | Jamie Cobain    |
| —     | Anglie  | O      | Jamie Sterry    |
| —     | Anglie  | Z      | Jack Hunter     |
| —     | Anglie  | Z      | Sean Longstoff  |
| —     | Turecko | Z      | Daniel Barlaser |
| —     | Anglie  | Ú      | Tom Heardman    |
| —     | Anglie  | Ú      | Callum Roberts  |

## Sestava U18
Aktuální k datu: 18. březen 2016
| Číslo |        | Pozice | Hráč              |
| ----- | ------ | ------ | ----------------- |
| —     | Anglie | B      | Ben Smith         |
| —     | Anglie | B      | Carl Robinson     |
| —     | Anglie | B      | Nathan Harker     |
| —     | Anglie | O      | Jake Trodd        |
| —     | Anglie | O      | Owen Bailey       |
| —     | Anglie | O      | Ben Pollock       |
| —     | Ghana  | O      | Gideon Adu-Peprah |
| —     | Anglie | O      | Ben Kitchen       |
| —     | Anglie | O      | James Morgan      |
| —     | Anglie | O      | Lewis Suddick     |
| —     | Anglie | Z      | Mackenzie Heaney  |
| —     | Anglie | Z      | Liam Bell         |
| —     | Anglie | Z      | Oliver Long       |

| Číslo |         | Pozice | Hráč            |
| ----- | ------- | ------ | --------------- |
| —     | Anglie  | Z      | Craig Spooner   |
| —     | Anglie  | Z      | Dan Lowther     |
| —     | Anglie  | Z      | Dan Ward        |
| —     | Anglie  | Z      | Stefan Broccoli |
| —     | Anglie  | Z      | Callum Smith    |
| —     | Anglie  | Ú      | Campbell Bell   |
| —     | Skotsko | Ú      | Jamie Holmes    |
| —     | Anglie  | Ú      | Louis Johnson   |
| —     | Skotsko | Ú      | Owen Gallacher  |
| —     | Anglie  | Ú      | Luke Charman    |
| —     | Anglie  | Ú      | Lewis McNall    |
| —     | Anglie  | Ú      | Lewis Gibson    |